# Philip Köstring
John-Philip da Rocha-Köstring (* 28. Februar 1974 in München) ist ein deutscher Schauspieler.

## Leben
Als Sohn von Roland Köstring (* 1944) und der Brasilianerin Mariana Diaz Mariano da Rocha Filho (* 1940) wuchs John-Philip da Rocha-Köstring in München auf. Im Kindesalter verbrachte er einige Zeit im Kreise seiner Großfamilie in Rio Grande do Sul, Brasilien. Von 1996 bis 1998 studierte er in Los Angeles an der Stella Adler Academy. Besondere Popularität errang er mit einer Hauptrolle als Sanitäter Dimitri Papapostoulou in der Serie 112 – Sie retten dein Leben. Anschließend widmete er sich eine Zeit lang der Malerei. In München stellte er in den Jahren 2008 bis 2011 dreimal seine Werke aus. Im Jahr 2022 erschien sein erstes Buch A Shocking Call.

## Filmografie
Kino 
- 2000: Ein Samstag dauert 90 Minuten
- 2001: Honolulu
- 2006: TKKG und die rätselhafte Mind Maschine
- 2007: Stellungswechsel
- 2012: Trans Bavaria

 Fernsehen 
- 2002: Medicopter 117 – Jedes Leben zählt (Fernsehserie, Folge Höhenangst)
- 2002: St. Angela (Fernsehserie, Folge Im Tal der Tränen)
- 2003: Marienhof (Fernsehserie, Folge 2289)
- 2004: Hausmeister Krause – Ordnung muss sein (Fernsehserie, Folge Das Superweib)
- 2003: Siska (Fernsehserie)
- 2003: Hausmeister Krause – Ordnung muss sein (Fernsehserie, Folge Onkel Eddy)
- 2004: Endlich Sex!
- 2005: Heiraten macht mich nervös
- 2005: Das Kreuz ist Ihre Schrift
- 2006: Lotta in Love (Fernsehserie)
- 2006: Die Familienanwältin (Fernsehserie, Folge 20 Minuten)
- 2006: Sturm der Liebe (Fernsehserie, Folge 192)
- 2006: SOKO Kitzbühel (Fernsehserie, Folge Betrogen!)
- 2007: Die Rosenheim-Cops (Fernsehserie, Folge Tod im Kino)
- 2008: 112 – Sie retten dein Leben (Fernsehserie)
- 2008: Patchwork
- 2012: Die Rosenheim-Cops (Fernsehserie, Folge Anruf für eine Leiche)
- 2012: Ein Fall für Zwei (Fernsehserie, Folge Abgezockt)
- 2015: Der Kotzbrocken
- 2019 Tatort München
- 2020: Frühling – Genieße jeden Augenblick

## Theater
- 1997: This property is condemned
- 1997: Auto da fe
- 1998: Lord Byron’s love letter
- 1998: A midsummer night’s dream